# Hildegard Henning

Beispiel für Schriftart Belladonna

Hildegard Henning  war eine der ersten deutschen Typografinnen. Sie entwarf die Typografie Belladonna.

## Werdegang
Hildegard Henning studierte vermutlich an der Kunstakademie Leipzig, an der ab 1905 auch Frauen das Studieren erlaubt war. 1914 waren ihre Werke Teil der Internationalen Ausstellung für Buchgewerbe und Graphik (Bugra). Ein Frauenpavillon mit dem Titel Das Haus der Frau setzte sich mit der Frau im Buchgewerbe und in der Graphik auseinander. Hennig stellte dort zwei handgeschriebene Bücher aus, Ossian: Tod von Cuthulin. Original und Goethe: Die Geschwister. Original. Nach dem Ende der Ausstellung wurden die meisten Gebäude, darunter auch der Frauenpavillon, abgerissen und machten Platz für Militärübungsplätze. Die meisten magazinierten Ausstellungsstücke wurden größtenteils im Krieg zerstört.
Hildegard Henning werden die Gestaltung und der Entwurf der Belladonna-Typografie zugeschrieben, die 1912 vom Julius Klinkhardt Verlag veröffentlicht wurde.